# Anton Sinapow
Anton „Toni“ Sinapow (bulgarisch Антон Синапов; englisch Anton Sinapov; * 1. September 1993 in Tschepelare, Oblast Plowdiw) ist ein bulgarischer Biathlet und vormaliger Skilangläufer. Er nahm 2011 an den Nordischen Skiweltmeisterschaften im Skilanglauf teil und wechselte noch im selben Jahr zum Biathlonsport. Seit 2015 ist er dort Teil des Weltcupteams.

## Sportliche Laufbahn

### Skilanglauf
Anton Sinapow startete seine internationale Karriere im März 2009 mit Teilnahmen an Balkancup und FIS-Rennen. Seine ersten großen Meisterschaften bestritt er im Folgejahr bei den U-23-Weltmeisterschaften in Hinterzarten, blieb dort aber wie auch im Folgejahr ohne nennenswerte Ergebnisse. Nachdem er 2011 auch beim Olympischen Jugendfestival angetreten war, bestritt der Bulgare im Alter von 18 Jahren die Skiweltmeisterschaften der Senioren in Oslo und schlug sich mit den Rängen 87 und 95 im Sprint und über 15 Kilometer achtbar. Seinen letzten Wettkampf im Skilanglauf bestritt Sinapow bei den bulgarischen Meisterschaften desselben Jahres, im Balkancup hatte er im Januar 2011 einmal einen Podestplatz erzielt.

### Biathlon
Noch im selben Sommer trat Sinapow zu seinen ersten Wettkämpfen im Biathlon an und ergatterte bei den Juniorenwettkämpfen der Sommerbiathlon-WM mit der Mixedstaffel sogleich seine erste Medaille. Er nahm zwischen 2011 und 2014 an vier aufeinander folgenden Juniorenweltmeisterschaften teil. Seine größten Erfolge erreichte der Bulgare hier bei seiner letzten Teilnahme, als er in Presque Isle mit Rang zehn im Sprint und neun in der Verfolgung seine einzigen Top-Ten-Ergebnisse erreichte. Von 2012 bis 2014 nahm er auch an den Juniorenrennen der Europameisterschaften teil. Seine besten Resultate waren hier ein vierter Staffelrang 2013 im heimischen Bansko sowie die Plätze vier und sieben in Einzel und Verfolgung 2014 in Nové Město na Moravě. Im August 2014 ergatterte Sinapow im Juniorensprint der Sommerbiathlonweltmeisterschaften hinter Tomáš Vojík und Mateusz Janik eine weitere Bronzemedaille.
Sein Debüt auf der Seniorenebene gab Sinapow zum Auftakt der Saison 2012/13 in Idre im IBU-Cup und wurde 106. im Sprint, seine erste hervorzuhebende Platzierung in der Rennserie erreichte er 2014 als 21. eines Sprints in Osrblie. Den ersten Einsatz im Weltcup bekam der Bulgare ebenfalls zum Auftakt der Saison 2012/13 in Östersund, wo er an der Seite von Emilija Jordanowa, Dessislawa Stojanowa und Iwan Slatew 24. im Mixedrennen wurde, wesentlich verursacht durch fünf Strafrunden von Anton Sinapow. Seinen ersten Individualwettkampf bestritt er im Januar 2014 in Oberhof und wurde 85. eines Sprints. Erste internationale Meisterschaft bei den Männern wurden die Europameisterschaften 2015 in Otepää, Sinapow kam im Sprint zum Einsatz und erreichte den 72. Platz. Selbigen Wettkampf bestritt er auch bei den Weltmeisterschaften in Kontiolahti. Seine erste und bis heute einzige IBU-Medaille im Seniorenbereich ergatterte er im selben Jahr bei der Sommerbiathlon-WM; mit Jordanowa, Stojanowa und Wladimir Iliew wurde er hinter der russischen Auswahl Zweiter. Zu Beginn der Saison 2015/16 erreichte der Bulgare bei einem vom Wind geprägten Sprint in Östersund als 46. erstmals ein Verfolgungsrennen, weiterhin nahm er an der WM in Oslo teil. Beim Saisonfinale in Chanty-Mansijsk überraschte Sinapow; im Sprint traf er alle zehn Scheiben und reihte sich mit knapp eineinhalb Minuten Rückstand auf den Sieger Julian Eberhard auf dem 16. Rang ein, was bis heute sein bestes Ergebnis im regulären Weltcup darstellt.

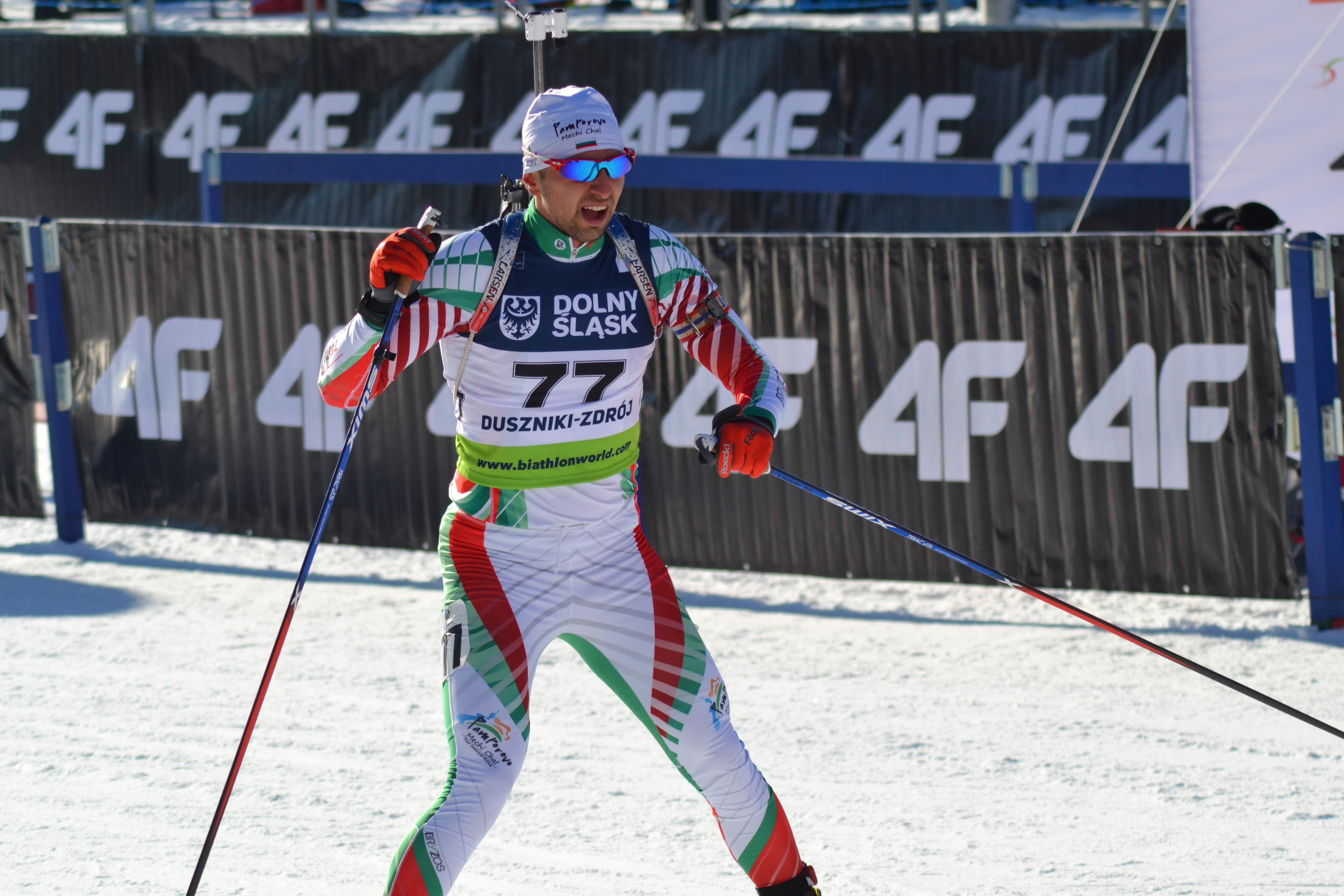
Sinapow bei den Europameisterschaften 2017

Seinen erfolgreichsten Winter hatte Sinapow 2016/17. Insgesamt erreichte er viermal die Punkteränge der besten 40 Athleten, wobei mit dem 11. Rang im Sprintrennen der Weltmeisterschaften erneut ein Spitzenergebnis resultierte. Zudem lief er im Saisonverlauf mit der Herrenstaffel zweimal in die Top 10. Im Februar 2018 nahm der Bulgare an den Olympischen Spielen von Pyeongchang teil und erzielte als Bestergebnis Rang 56 im Sprint. In der Folgesaison erbrachte Sinapow mit Rang 19 im Einzel auf der Pokljuka wieder ein einzelnes Topresultat, konnte aber im restlichen Winter nicht mehr an diese Leistung anknüpfen. Kurz vor Saisonschluss erzielte er im IBU-Cup-Supersprint von Otepää sein bestes Individualergebnis auf dieser Ebene und wurde Fünfter. Da sich die Schießstatistiken seither nicht verbessern und der Bulgare zudem von Jahr zu Jahr Prozente in der Laufstatistik verliert, ergatterte er in den Saisons 2019/20 bis 2022/23 lediglich als 40. des Verfolgers in Nové Město 2021 einen einzigen Weltcuppunkt. Trotzdem war er im Februar 2022 Teil des bulgarischen Olympiateams und wurde 55. der Verfolgung und 18. mit der Herrenstaffel. Einen weiteren überraschenden Wettkampf lieferte Sinapow bei den Weltmeisterschaften 2023; im Einzel traf er zum ersten Mal in seiner Karriere alle zwanzig Scheiben in einem solchen Bewerb und klassierte sich als 29., da die WM seit ebendiesem Jahr aber keine Ranglistenpunkte mehr bringt, wurde Sinapow nicht in der Weltrangliste geführt. In den folgenden beiden Saisons erreichte der Bulgare lediglich zwei Verfolgungsrennen als stärkste Ergebnisse und wurde teilweise auch im IBU-Cup eingesetzt, wo ein 19. Platz in Idre im November 2024 die beste Platzierung darstellte.

## Statistiken

### Weltcupplatzierungen
Die Tabelle zeigt alle Platzierungen (je nach Austragungsjahr einschließlich Olympische Spiele und Weltmeisterschaften).
- 1.–3. Platz: Anzahl der Podiumsplatzierungen
- Top 10: Anzahl der Platzierungen unter den ersten zehn (einschließlich Podium)
- Punkteränge: Anzahl der Platzierungen innerhalb der Punkteränge (einschließlich Podium und Top 10)
- Starts: Anzahl gelaufener Rennen in der jeweiligen Disziplin
- Staffel: inklusive Mixed- und Single-Mixed-Staffeln

| Platzierung               | Einzel | Sprint | Verfolgung | Massenstart | Staffel | Gesamt |
| ------------------------- | ------ | ------ | ---------- | ----------- | ------- | ------ |
| 1. Platz                  |        |        |            |             |         |        |
| 2. Platz                  |        |        |            |             |         |        |
| 3. Platz                  |        |        |            |             |         |        |
| Top 10                    |        |        |            |             | 7       | 7      |
| Punkteränge               | 3      | 4      | 3          |             | 63      | 73     |
| Starts                    | 21     | 76     | 20         |             | 63      | 180    |
| Stand: Saisonende 2024/25 |        |        |            |             |         |        |

### Weltcupwertungen

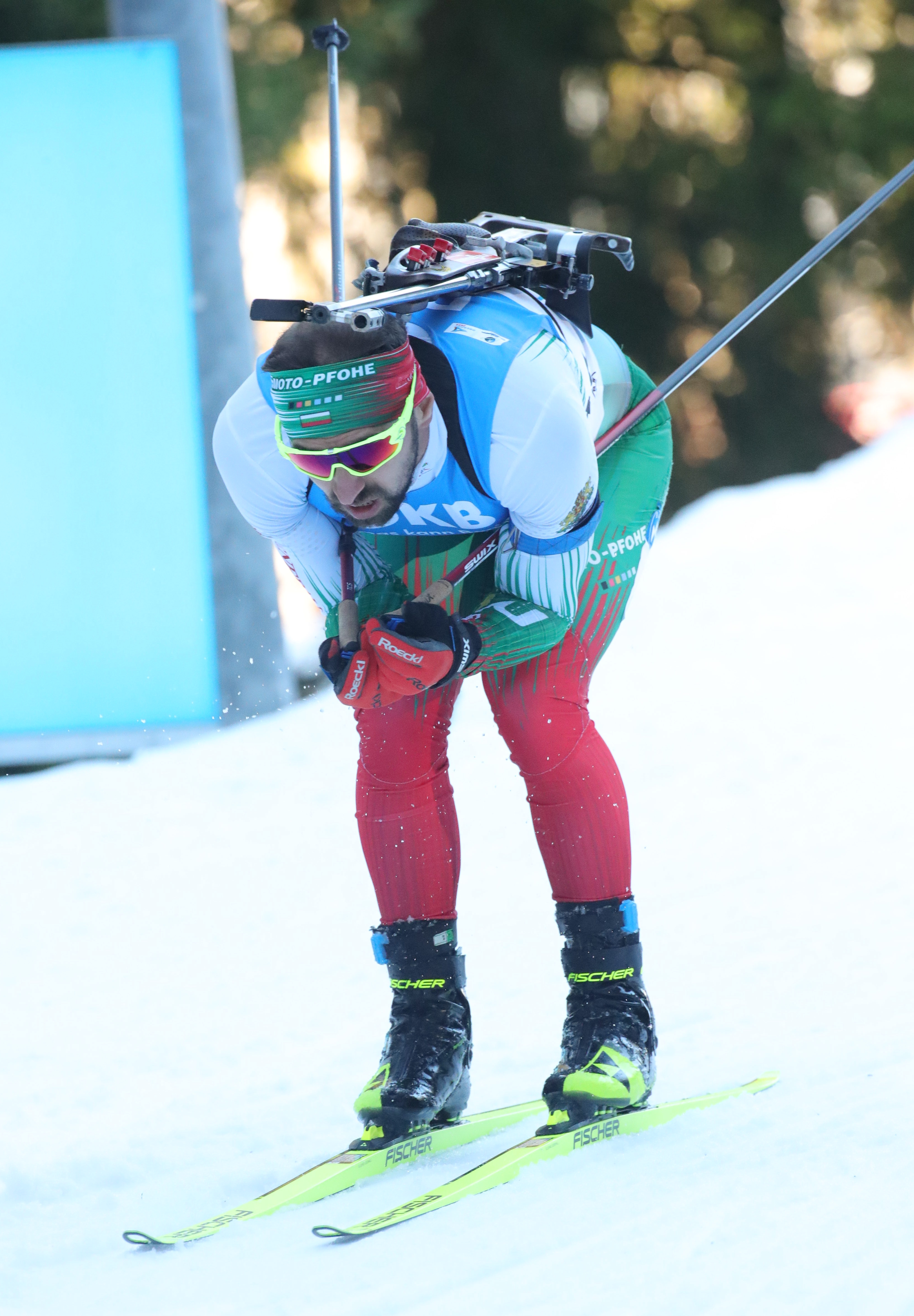
Sinapow während des Einzelrennens bei der WM 2023 in Oberhof

Ergebnisse bei Biathlon-Weltcups (Disziplinen- und Gesamtweltcup) gemäß Punktesystem:
| Saison  | Einzel | Einzel | Sprint | Sprint | Verfolgung | Verfolgung | Massenstart | Massenstart | Gesamt | Gesamt |
| Saison  | Platz  | Punkte | Platz  | Punkte | Platz      | Punkte     | Platz       | Punkte      | Platz  | Punkte |
| ------- | ------ | ------ | ------ | ------ | ---------- | ---------- | ----------- | ----------- | ------ | ------ |
| 2015/16 | –      | –      | 64.    | 25     | 67.        | 11         | –           | –           | 71.    | 36     |
| 2016/17 | 58.    | 6      | 58.    | 30     | 81.        | 2          | –           | –           | 70.    | 38     |
| 2017/18 | –      | –      | 81.    | 7      | –          | –          | –           | –           | 92.    | 7      |
| 2018/19 | 46.    | 22     | 87.    | 1      | –          | –          | –           | –           | 75.    | 23     |
| 2020/21 | –      | –      | –      | –      | 79.        | 1          | –           | –           | 100.   | 1      |

### Olympische Winterspiele
Ergebnisse bei Olympischen Winterspielen:
|                                             | Einzelwettbewerbe | Einzelwettbewerbe | Einzelwettbewerbe | Einzelwettbewerbe | Staffelwettbewerbe | Staffelwettbewerbe |
| Einzel                                      | Sprint            | Verfolgung        | Massenstart       | Männerstaffel     | Mixedstaffel       |                    |
| ------------------------------------------- | ----------------- | ----------------- | ----------------- | ----------------- | ------------------ | ------------------ |
| Olympische Winterspiele 2018 \| Pyeongchang | 71.               | 56.               | 60.               | –                 | 16.                | –                  |
| Olympische Winterspiele 2022 \| Peking      | 85.               | 56.               | 55.               | –                 | 18.                | –                  |

### Weltmeisterschaften
Ergebnisse bei Weltmeisterschaften:
| Weltmeisterschaften | Weltmeisterschaften | Einzelwettbewerbe | Einzelwettbewerbe | Einzelwettbewerbe | Einzelwettbewerbe | Staffelwettbewerbe | Staffelwettbewerbe | Staffelwettbewerbe |
| Jahr                | Ort                 | Einzel            | Sprint            | Verfolgung        | Massenstart       | Männerstaffel      | Mixedstaffel       | S.-M.-Staffel      |
| ------------------- | ------------------- | ----------------- | ----------------- | ----------------- | ----------------- | ------------------ | ------------------ | ------------------ |
| 2015                | Kontiolahti         | –                 | 76.               | –                 | –                 | –                  | –                  | nicht ausgetragen  |
| 2016                | Oslo                | –                 | 65.               | –                 | –                 | 13.                | –                  | nicht ausgetragen  |
| 2017                | Hochfilzen          | 39.               | 11.               | DNF               | –                 | 9.                 | –                  | nicht ausgetragen  |
| 2019                | Östersund           | DNF               | 72.               | –                 | –                 | 9.                 | –                  | 19.                |
| 2020                | Antholz             | 69.               | 79.               | –                 | –                 | 11.                | –                  | 25.                |
| 2021                | Pokljuka            | 58.               | 70.               | –                 | –                 | 16.                | –                  | –                  |
| 2023                | Oberhof             | 29.               | 79.               | –                 | –                 | –                  | 20.                | –                  |
| 2024                | Nové Město          | 77.               | 76.               | –                 | –                 | 18.                | –                  | –                  |
| 2025                | Lenzerheide         | –                 | 82.               | –                 | –                 | –                  | –                  | –                  |

### Nordische Skiweltmeisterschaften
| Jahr und Ort | Wettbewerb | Wettbewerb | Wettbewerb | Wettbewerb | Wettbewerb | Wettbewerb |
| Jahr und Ort | 15 km      | Skiathlon  | 50 km      | Sprint     | Staffel    | Teamsprint |
| ------------ | ---------- | ---------- | ---------- | ---------- | ---------- | ---------- |
| 2011 Oslo    | 95.        | –          | –          | 87.        | –          | –          |

### Jugend-/Juniorenweltmeisterschaften
Sinapow nahm bis 2012 an den Jugend-, ab 2013 an den Juniorenwettkämpfen teil.
| Weltmeisterschaften | Weltmeisterschaften | Einzelwettbewerbe | Einzelwettbewerbe | Einzelwettbewerbe | Männerstaffel |
| Jahr                | Ort                 | Einzel            | Sprint            | Verfolgung        | Männerstaffel |
| ------------------- | ------------------- | ----------------- | ----------------- | ----------------- | ------------- |
| 2011                | Nové Město          | –                 | –                 | –                 | 16.           |
| 2012                | Kontiolahti         | 15.               | 47.               | 53.               | 16.           |
| 2013                | Obertilliach        | 20.               | 42.               | 45.               | –             |
| 2014                | Presque Isle        | 22.               | 10.               | 9.                | –             |